# Bitwa morska pod Andros (1697)
Bitwa morska pod Andros – starcie zbrojne, które miało miejsce 1 września 1697 podczas wojny wenecko-tureckiej (1683–1699), będącej częścią ogólnoeuropejskich zmagań w ramach wojny Turcji z Ligą Świętą.
Bitwa została stoczona między wyspami Andros i Eubeą na Morzu Egejskim między flotą wenecką (27 żaglowców, 2 handlowce, kilka galer, 2 brandery oraz ok. 1700 dział) a flotą turecką liczącą 20 żaglowców (w tym 1 żaglowiec trzypokładowy 70–80 dział, 19 żaglowców 50–60 dział), kilka galiot i 2 brandery. Tuż po bitwie 1 września lub 2 września 68 działowy żaglowiec wenecki San Sebastiano z niewiadomych przyczyn eksplodował.